# Иванюков, Михаил Васильевич
Михаил Васильевич Иванюков (29 сентября 1895, Чечня — 17 июля 1980, Москва) — советский врач, Герой Социалистического Труда (1975).

## Биография
Михаил Васильевич Иванюков родился 29 сентября 1895 года в селе Самашки (ныне — Ачхой-Мартановский район Чечни). В 1914 году он окончил Тифлисскую военно-фельдшерскую школу и был направлен на фронт Первой мировой войны. После Октябрьской революции поступил на учёбу во 2-й Московский государственный медицинский институт, окончил его в 1921 году по специальности хирурга. Работал в московских больницах, Народных комиссариатах (впоследствии — Министерствах) здравоохранения СССР и РСФСР. Во время Великой Отечественной войны Иванюков принимал активное участие в создании эвакогоспиталей для раненых и больных военнослужащих Красной Армии.
В 1959 году Иванюков занял должность главного врача больницы № 1, относящейся к 4-му Главному управлению Министерства здравоохранения РСФСР (ныне — Федеральное государственное бюджетное учреждение «Клиническая больница № 1 Управления делами Президента Российской Федерации»).
Указом Президиума Верховного Совета СССР от 26 сентября 1975 года за «большие заслуги в области советского здравоохранения и в связи с восьмидесятилетием со дня рождения» Михаил Васильевич Иванюков был удостоен высокого звания Героя Социалистического Труда с вручением ему ордена Ленина и медали «Серп и Молот».
В 1977 году Иванюков вышел на пенсию. Скончался 17 августа 1980 года, похоронен на Кунцевском кладбище Москвы.

## Награды
- Заслуженный врач РСФСР.
- двумя орденами Ленина,
- орденами Октябрьской Революции,
- Трудового Красного Знамени
- «Знак Почета»,
- рядом медалей[1].